# Udemy
Udemy, Inc. ist eine US-amerikanische E-Learning-Plattform für MOOCs, die im Mai 2010 gegründet wurde. Teilnehmer besuchen die Kurse hauptsächlich, um berufsrelevante Fähigkeiten zu verbessern.
Udemy hat seinen Hauptsitz in San Francisco, Zweigstellen befinden sich in Denver, Dublin, Ankara, São Paulo und Gurugram.

## Geschichte
Im Jahr 2007 entwickelte der Udemy-Gründer Eren Bali eine Software für virtuelle Klassen, während er in der Türkei lebte. Er erkannte das Potential, seine Entwicklung als Plattform für jedermann auszubauen und zog nach Silicon Valley, wo er zwei Jahre später sein eigenes Unternehmen gründete.
Im Frühjahr 2010 lancierten Bali, Oktay Caglar und Gagan Biyani die Seite online. 2014 wurde Eren Bali von Forbes als einer der „30 unter 30“ gekürt. Seit 5. Februar 2019 leitet Gregg Coccari als CEO das Unternehmen.

## Unternehmen
Udemy (Kofferwort aus you + academy) verzeichnete zuletzt über 50 Millionen Kursteilnehmer, wovon etwa zwei Drittel außerhalb der Vereinigten Staaten leben. Insgesamt gab es mehr als 300 Millionen Einschreibungen in die über 150.000 angebotenen Kurse, die zu verschiedenen Themen zur Verfügung stehen. Die Kurse werden von 57.000 Dozenten aus mehr als 190 Ländern erarbeitet und in über 65 Sprachen angeboten.

## Angebot
Udemy ist eine Plattform, die es den Dozenten erlaubt, Online-Kurse zu ihren bevorzugten Themengebieten zu veröffentlichen, insbesondere im Video-Format. Es können auch Powerpoint-Präsentationen, PDFs, Audio-Dateien oder ZIP-Dateien hochgeladen werden. Die Kursteilnehmer und die Dozenten können sich über „Fragen und Antworten“, „Mitteilungen“ und E-Mails austauschen.
Es gibt sowohl kostenpflichtige als auch kostenlose Kurse auf Udemy. Im Jahr 2015 erzielten die Top-10-Dozenten auf Udemy mehr als 17 Mio. Dollar Gesamteinnahmen.
Im April 2013 wurde die erste iOS-App von Udemy herausgebracht, es gibt auch eine Android-Version davon. Am 11. Januar 2020 wurde die Udemy-Mobile-App die umsatzstärkste Android-App in Indien.
Udemy ist als Teil der wachsenden MOOC-Szene außerhalb des traditionellen Bildungssystems verfügbar.